# Marcos Maitán
Marcos Aurelio Maitán Mayo (El Tigre, Anzoátegui; 18 de abril de 2008) es un futbolista venezolano que juega como defensa central en el Monagas Sport Club de la Primera División de Venezuela.

## Trayectoria
Maitán comenzó su carrera profesional en 2024 con el Monagas Sport Club, uno de los clubes destacados del oriente venezolano, donde rápidamente llamó la atención por su físico imponente y buen juego aéreo. En la temporada 2024-25 debutó en la Primera División de Venezuela, disputando en el partido contra el Estudiantes de Miranda. Aunque participó con poca experiencia, demostró un gran potencial y dedicación en su desempeño.

## Selección nacional
En 2025, Maitán fue convocado por Oswaldo Vizcarrondo la Selección de fútbol sub-17 de Venezuela para competir en el Campeonato Sudamericano Sub-17 de ese mismo año, el cual fue organizado en Colombia. En dicho torneo, la selección venezolana obtuvo el tercer puesto, tras superar a la selección de chile en la fase final, marcando un gol en el minuto 51 del partido, lo que le valió la medalla de bronce.

### Participaciones internacionales
| Competición                 | Sede     | Resultado | Partidos | Goles | Asist. |
| --------------------------- | -------- | --------- | -------- | ----- | ------ |
| Sudamericano Sub-15 de 2023 | Bolivia  | 6.° lugar | 4        | 0     | 0      |
| Sudamericano Sub-17 de 2025 | Colombia | 3.° lugar | 6        | 6     | 1      |

#### Goles internacionales
| N.º | Fecha               | Sede                                  | Rival | Marcador | Resultado | Competición                        |
| --- | ------------------- | ------------------------------------- | ----- | -------- | --------- | ---------------------------------- |
| 1   | 13 de abril de 2025 | Jaime Morón León, Cartagena, Colombia | Chile | 0 - 1    | 0 - 3     | Torneo Sudamericano Sub-17 de 2025 |

## Estadísticas

### Clubes
Actualizado al último partido disputado el 13 de abril de 2025.
| Club                      | Div.          | Temporada     | Liga  | Liga  | Liga   | Copas nacionales | Copas nacionales | Copas nacionales | Copas internacionales | Copas internacionales | Copas internacionales | Total | Total | Total  |
| Club                      | Div.          | Temporada     | Part. | Goles | Asist. | Part.            | Goles            | Asist.           | Part.                 | Goles                 | Asist.                | Part. | Goles | Asist. |
| ------------------------- | ------------- | ------------- | ----- | ----- | ------ | ---------------- | ---------------- | ---------------- | --------------------- | --------------------- | --------------------- | ----- | ----- | ------ |
| Monagas S. C. · Venezuela | 1.ª           | 2023-24       | 2     | 0     | 0      | 0                | 0                | 0                | ―                     | ―                     | ―                     | 2     | 0     | 0      |
| Monagas S. C. · Venezuela | 1.ª           | 2024-25       | 2     | 0     | 0      | 0                | 0                | 0                | ―                     | ―                     | ―                     | 2     | 0     | 0      |
| Monagas S. C. · Venezuela | Total club    | Total club    | 4     | 0     | 0      | 0                | 0                | 0                | ―                     | ―                     | ―                     | 4     | 0     | 0      |
| Total carrera             | Total carrera | Total carrera | 4     | 0     | 0      | 0                | 0                | 0                | ―                     | ―                     | ―                     | 4     | 0     | 0      |